# Eisenerzminen von Pont-Varin

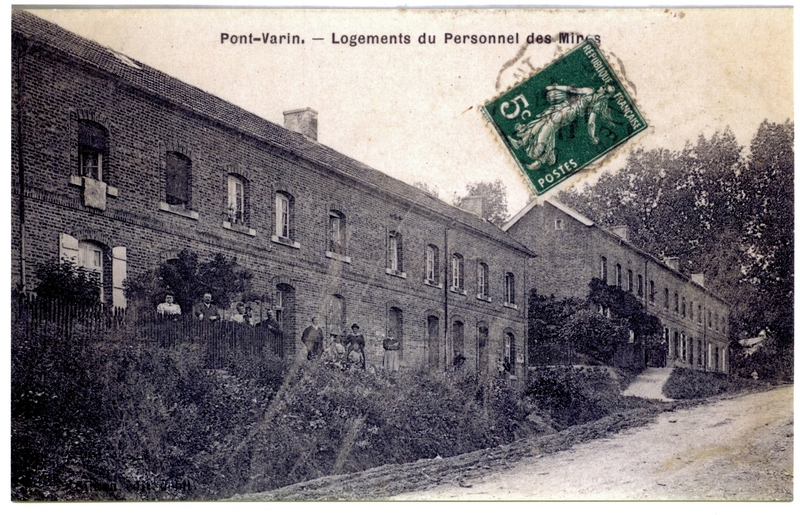
Wohngebäude für die Arbeiter der Bergwerke, um 1912

Die Eisenerzminen von Pont-Varin (französisch Les Mines de Fer de Pont-Varin) waren Bergwerke bei Wassy im Département Haute-Marne in der Region Grand Est von Frankreich, in denen Eisenerz gefördert wurde.

## Geschichte
1870 installierte die Firma Zenon Laduron et Cie. industrielle Anlagen in der Nähe der schon seit langem genutzten Steinbrüche und Erzbergwerke, um das oberflächlich und in etwa 7–8 m Tiefe liegende Eisenerz abzubauen. Fünf Jahre später wurde 1875 die Société des Mines de Fer de Wassy et de la Blaise gegründet. Deren Direktorenhaus und mehrere Arbeiterwohnungen wurden 1876 fertiggestellt. Die Compagnie des Forges de Champagne wurde 1881 gegründet. Um 1895 arbeiteten dort etwa 400 Bergleute.
Im Jahr 1912 gab es bei Pont-Varin Erzwäschereien und deren Zuführungsbecken, Grubenschächte, ein großes Direktorengebäude, ein Büro und Wohnhäuser für die Arbeiter. Der Bergbau wurde um 1922/23 eingestellt und die verbliebenen Gebäude werden als Wohnraum genutzt.

## Kanal

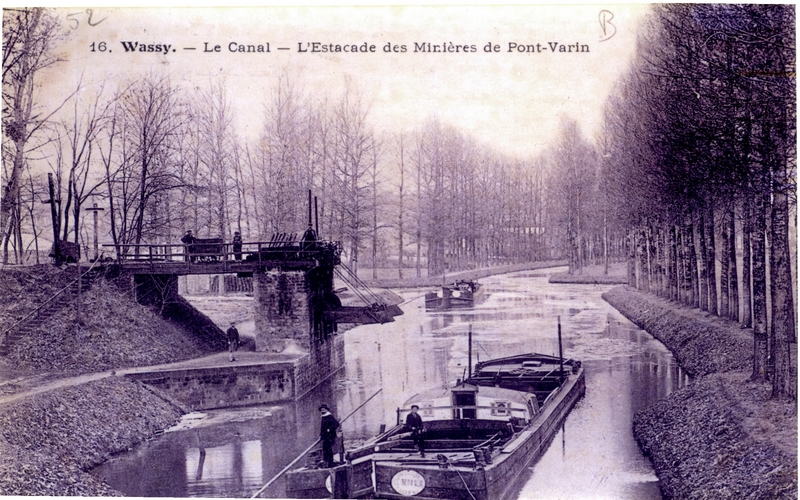
Eisenerz-Verladerampe am Canal de Saint-Dizier à Wassy

Von 1881 bis 1883 legten die Forges de Champagne den 23 km langen und mit acht Schleusen versehenen Canal de Saint-Dizier à Wassy an, eine in Saint-Dizier abzweigende Nebenstrecke des Canal de la Haute-Marne. Am 11. Mai 1896 genehmigte ein Präfekturdekret der Compagnie des Forges de Champagne et du Canal de Saint-Dizier à Wassy unter bestimmten Auflagen den Bau eines privaten Hafens in Saint-Dizier am Canal de la Haute-Marne. Dieser Hafen wurde scherzhaft le Panama genannt. Er diente der direkten Versorgung der wenige Meter vom Ende des Hafens entfernten Hochöfen Petits Fourneaux.
Die Durchgängigkeit des Schleppverkehrs auf dem Haute-Marne-Kanal war durch eine Drehbrücke gewährleistet, die so ausgelegt war, dass sie von einem zweiachsigen Wagen mit einem Gewicht von 4 t überquert werden konnte. In den Widerlagern der Brücke gab es vertikale Nuten zur Aufnahme von Trägern, um den Hafen notfalls vom Kanal der Haute-Marne isolieren zu können.  Am 11. Mai 1897 und 11. Januar 1898 ermächtigten zwei weitere Präfekturdekrete dieselbe Gesellschaft, ein Trockendock neben ihrem Privathafen in Marnaval zu errichten und ihren Privathafen zu erweitern.

## Feldbahn

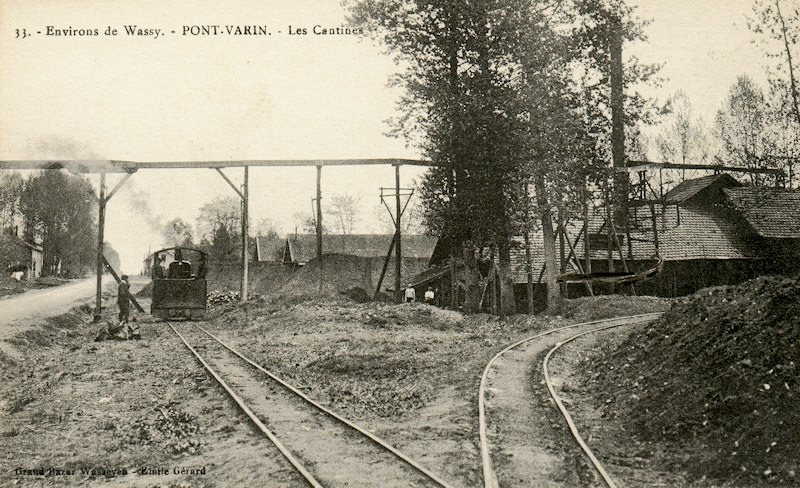
Feldbahn bei Wassy

Das Erz wurde über eine gegenläufige zweigleisige Standseilbahn sowie mit einer von Hand und mit einer Dampflokomotive betriebenen Decauville-Bahn mit einer Spurweite von 600 mm zu einer Verladeeinrichtung am nahegelegenen Kanal gebracht. Pro Tag wurden zur Höchstzeit etwa 1–2 Lastkähne pro Tag mit Eisenerz beladen, also mit knapp 150.000 t pro Jahr.

## Erhaltene Gebäude und Gruben
In Pont-Varin sind noch das Direktorenhaus und mehrere Arbeiterwohnhäuser erhalten.
An der Straße von Wassy nach Voillecomte ist im Weiler les Baraquements noch eine der Cantines erhalten, in der früher die Bergleute mit ihren Familien wohnten.
Abschnitte des Kanals von Wassy bis Saint-Dizier, die Fundamente der Rampe zur Beladung der Lastkähne an der Pont Varin, einige Schleusen und das Mauerwerk, auf denen die Maschinen der Fabriken Châtelier und Buisson standen sind noch erhalten. Der Damm der Feldbahnstrecke ist noch sichtbar, aber die Gleise wurden entfernt.
Die Abbaugebiete bei Les Cantines auf beiden Seiten der D 261 zwischen Voillecomte, Les Ecrues und Petits Hayeux wurden im Tagebau betrieben. Die durchschnittliche Tiefe der Gruben beträgt 4 bis 5 m und es sind keine noch zugänglichen Stollen bekannt.